# Chris Bailey (animateur)
Pour les articles homonymes, voir Chris Bailey et Bailey.
Chris Bailey est un animateur, réalisateur, producteur et technicien des effets spéciaux américain né le 26 mars 1962 à Portland en Oregon.

## Filmographie

### Réalisateur

#### Cinéma
- 1995 : Mickey perd la tête
- 1998 : It's Tough to be a Bug!
- 2001 : Major Damage
- 2003 : Kim Possible : Les Dossiers secrets
- 2004 : Kim Possible : Face à ses ennemis
- 2008 : Judy M.D.: Super Surgeon
- 2008 : Sean (court métrage)
- 2008 : Lefty (court métrage)
- 2008 : Lady D (court métrage)
- 2008 : Georgy (court métrage)
- 2012 : Phil's Dance Party
- 2022 : Samouraï Academy
- 2022 : The Great Wolf Pack: A Call to Adventure (court métrage)

#### Télévision
- 1991 : Gold
- 2000-2001 : Clerks (6 épisodes)
- 2002-2005 : Kim Possible (12 épisodes)
- 2003-2016 : Jacob Jacob (73 épisodes)
- 2019 : Scooby-Doo et Compagnie (1 épisode)

### Comme producteur

#### Cinéma
- 2004 : Kim Possible : Face à ses ennemis

#### Télévision
- 2000-2001 : Clerks (6 épisodes)
- 2002-2003 : Kim Possible (6 épisodes)
- 2003-2016 : Jacob Jacob (73 épisodes)
- 2019-2021 : Scooby-Doo et Compagnie (52 épisodes)
- 2020 : The Sounds (8 épisodes)

### Comme animateur
- 1983 : Space Ace
- 1985 : Starchaser: The Legend of Orin
- 1986 : Basil, détective privé
- 1987 : The Chipmunk Adventure
- 1987 : Fou de foot
- 1988 : Technological Threat
- 1988 : Oliver et Compagnie
- 1989 : Bugs Bunny's Wild World of Sports
- 1989 : Paula Abdul: Opposites Attract
- 1989 : La Petite Sirène
- 1990 : Bernard et Bianca au pays des kangourous
- 1991 : Dragon's Lair II: Time Warp
- 1993 : Hocus Pocus : Les Trois Sorcières
- 1993 : Bêtes comme chien (1 épisode)
- 1994 : Le Roi lion
- 1997 : Hercule
- 1998 : Excalibur, l'épée magique
- 2004 : Shrek 2
- 2004 : Garfield
- 2006 : Garfield 2
- 2007 : Alvin et les Chipmunks
- 2008 : Terminator : Les Chroniques de Sarah Connor (1 épisode)
- 2009 : Alvin et les Chipmunks 2
- 2011 : Hop